# محمد رضا مهدوي كني
محمد رضا مهدوي كني (25 أغسطس 1931 – 21 أكتوبر 2014) عالم دين وسياسي إيراني. تولي رئاسة مجلس خبراء القيادة من 8 مارس 2011 إلى وفاته. هو من أبرز طلاب روح الله الخميني ومنصب الأمين العام لرابطة علماء الدين المناضلين. وكان أيضا رئيس جامعة الإمام الصادق وأستاذا لمادة الأخلاق الإسلامية في هذه الجامعة.
وكان قبل انتصار الثورة الإسلامية في إيران عام 1979 من علماء الدين المعارضين للحكم البهلوي وبعد الثورة كان واحدا من علماء الدين الخمسة الذي شكلوا النواة الرئيسية لمجلس قيادة الثورة. وعين بعد ذلك وزيراً للداخلية في حكومات مجلس قيادة الثورة ورجائي وباهنر، ورئيس الوزراء بالوكالة بعد اغتيال رجائي وباهنر. وأُصيبَ الشيخ كني بعد مشاركته في مراسم تكريم الذكرى السنوية لرحيل مؤسس الجمهورية الإسلامية روح الله الخميني يوم الرابع من حزيران 2014 بنوبة قلبيَّة نقل على إثرها إلى المستشفى وظل يعاني منها حتى وفاته.

## حياته
ولد آية الله مهدوي كني في 5 آب/أغسطس عام 1921 في منطقة «كن» غربي طهران.

### دراسته
دخل المدرسة العلمية في منطقة لرزادة جنوب طهران ودرس علي يد آية الله برهان. ولما بلغ عمره 17 عاماً توجه إلي مدينة قم التي بقي فيها حتي العام 1961 ودرس علي يد علمائها آيات الله حسين بروجردي، والعلامة محمد حسين الطباطبائي صاحب تفسير الميزان، ومحمد رضا الموسوي الكلبايكاني.
وتلقي الدروس في الحوزة العلمية بمدينة قم أيضاً عند آية الله صدوقي وسلطاني ورفيعي قزويني وشعراني وخاصة عند المرجع الديني روح الله الخميني.
وعاد إلي طهران في عام 1961 واتخذ من مدرسة مروي مكاناً لتدريس العلوم الحوزوية وتولي بعدها إمامة مسجد جليلي في ساحة فردوسي الذي اتخذه قاعدة لنشاطات الاجتماعية والسياسية.

## نضاله ضد الشاه
بدأ آية الله مهدوي كني نشاطاته السياسية من داخل الحوزة العلمية. بعد دخوله الحوزة، سار علي النهج السياسي للإمام الخميني وشارك في حركته الإسلامية. اعتقل أول مرة في عمر ثمانية عشر عاماً، وكان ذلك في مدينة أردستان حيث سجن مع بعض الطلبة والمبلغين. ولكن حين وصل خبر اعتقالهم إلي قم، اعترض آية الله حسين البروجردي إلي رئيس الوزراء آنذاك، السيد إقبال وطلب الإفراج عنهم.
ثم في عام 1961 بعد وفاة آية الله البروجردي، عاد مهدوي كني إلى طهران وقام بتدريس العلوم الحوزوية في مدرسة مروي العلمية. وبعد سنتين أصبح إماماً للمصلين في مسجد الجليلي وهو مسجد في ساحة الفردوسي. فقام فيه بنشاطات اجتماعية وسياسية وثقافية. وأدي ذلك إلي اعتقاله ونفية إلي مدينة بوكان عام 1974 ومنع من التدريس والقاء الكلمات علي المنبر. ثم نقل إلي طهران وتعرض هناك إلي الاستجواب والتعذيب من قبل سافاك بسبب علاقته مع المعارضين للشاه ومساعداته المالية لأسر السجناء من قبل الحكومة. وقد أصدر عليه حكم السجن لأربعة سنوات ولكن أطلق سراحه بعد سنتين بسبب الفضاء السياسي الخاص للعام 1977، سنتان قبل انتصار الثورة الإسلامية في إيران. استمر آية الله مهدوي كني مكافحته ضد نظام الشاه حتي انتصار الثورة.

## مناصبه

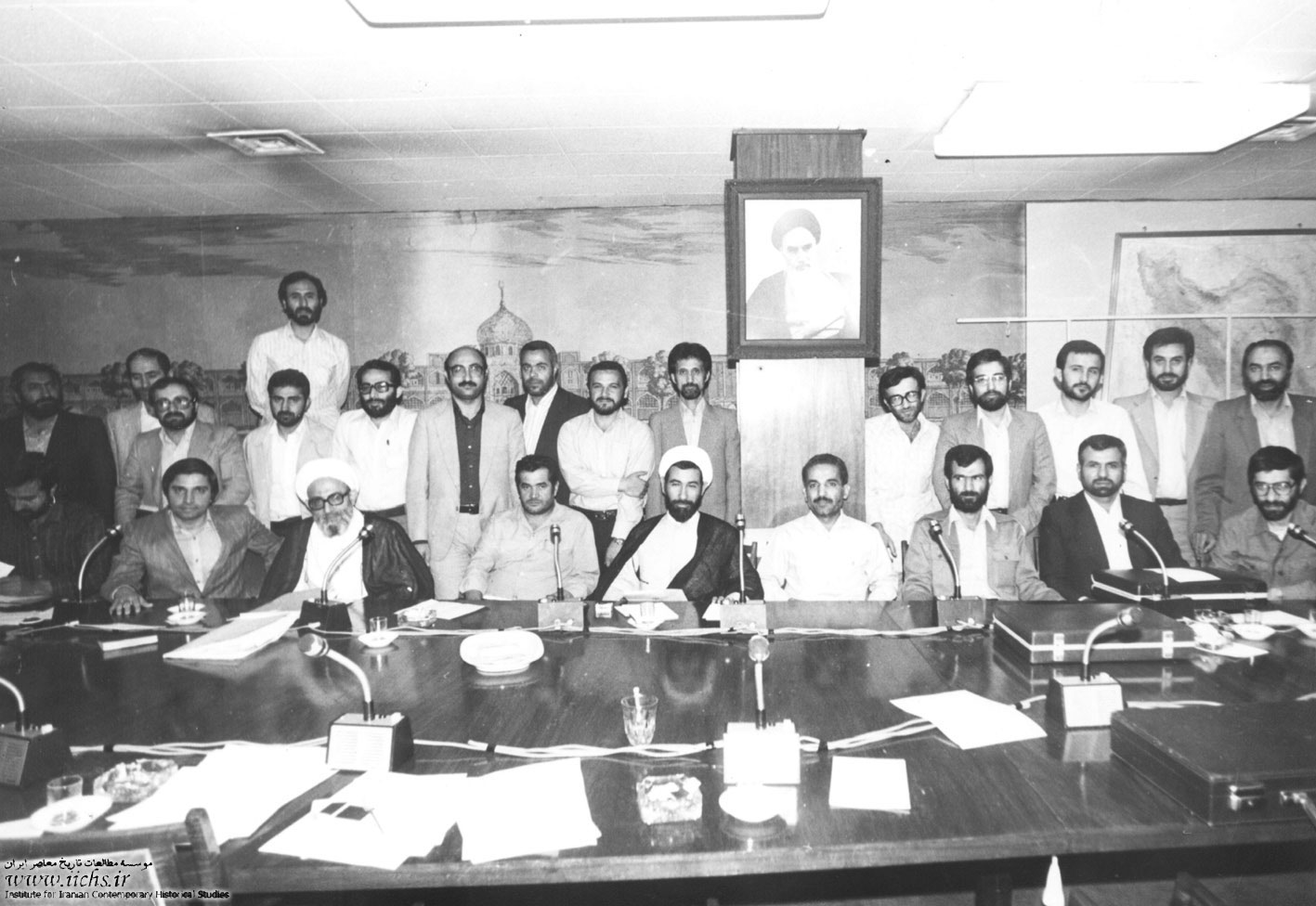
آية الله مهدوي كني عضواً في مجلس الوزراء الإيراني برئاسة رجائي.

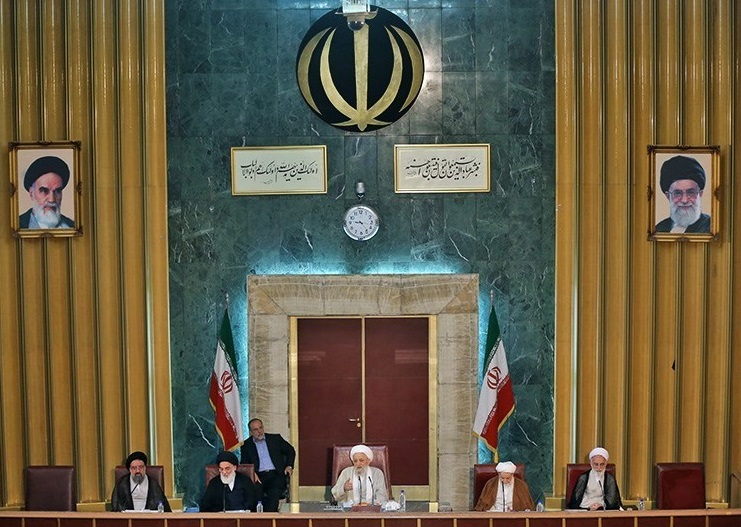
آية الله مهدوي كني في منصب رئاسة مجلس خبراء القيادة عام 2013.

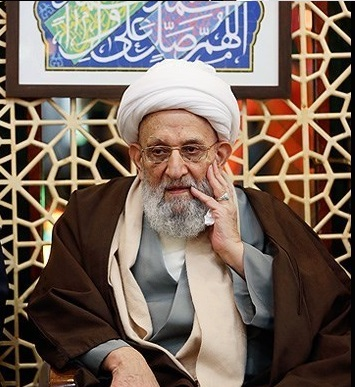
مهدوي كني، جامعة الامام صادق

قبل أن تنتصر الثورة الإسلامية في إيران عينه الإمام الخميني في مجلس الثورة الإسلامية وهي مجموعة شكلها آية الله روح الله الخميني لإدارة الثورة الإيرانية يوم 12 يناير عام 1979، قبل وقت قصير من عودته من باريس. فكان آية الله مهدوي كني أحد 5 علماء الدين الذين شكّلوا النواة الرئيسية للمجلس، وهذا كان أول منصب ألقي علي عاتقه.
وأما بعد انتصار الثورة شغل آية الله مهدوي كني مناصب ومهام عدة أبرزها:
تولى منصب الامين العام لجمعية علماء الدين المجاهدين وكان قد شارك في تأسيسها عام 1977. في عام 1979 رفض مهدوي كني الانضمام إلى الحزب الجمهوري الإسلامي، لأنه كان يعتقد بأن يجب علي رجال الدين عدم الانتمام إلى أي حزب من الاحزاب.
ثم تم تعيينه رئيسا للجنة الثورة الإسلامية باعتبارها أول مؤسسة ثورية مسلحة للحفاظ علي الثورة، التي تم إنشاؤها باقتراح الشيخ مرتضي مطهري وأمر من الإمام الخميني.
وشغل مهدوي كني مناصب اخري كمنصب وزير الداخلية في حكومة الرئيس محمد علي رجائي ومحمد جواد باهنر، وبعد اغتيالهما في 2 سبتمبر 1981 أصبح رئيس الوزراء، وبقي في هذا المنصب حتى 29 أكتوبر 1981. كما كان عضواً في المجلس الأعلى للثورة الثقافية وفي لجنة مراجعة الدستور بعد الثورة، إضافة إلى عضويته في مجلس صيانة الدستور ومجلس تشخيص مصلحة النظام، ومجلس خبراء القيادة.
في 8 مارس 2011 انتخب لرئاسة مجلس خبراء القيادة، بعد أن امتنع الرئيس السابق أكبر هاشمي رفسنجاني عن الترشح لهذا المنصب، وحصل علي أصوات 64 عضواً من أصل 70 عضواً حضروا الانتخاب.
وبعد عامين أعيد انتخابه للمرة الثانية لمدة سنتين.
كما تولى آية الله مهدوي كني رئاسة جامعة الامام الصادق وهي من الجامعات المتخصصة في العلوم الإنسانية. وهي أول جامعة تأسست في الحوزة على نمط التعليم الجامعي.

## وفاته
أصيب الشيخ مهدوي كني بعد مشاركته في مراسم الذكرى السنوية لرحيل مؤسس الجمهورية الإسلامية روح الله الخميني يوم الرابع من حزيران 2014 بجلطة قلبيَّة نقل على إثرها إلى المستشفى،
وبعد دخوله في حالة غيبوبة لنحو 5 أشهر توفي في 21 أكتوبر 2014 عن عمر يناهز 83 عاماً في طهران. وأعلنت إيران الحداد ليومين في عموم البلاد.
شيّع جثمانه في 23 أكتوبر بعد اقامة صلاة الميت على جثمانه بامامة قائد الثورة الإسلامية آية الله علي الخامنئي من جامعة طهران إلى مقبرة الشاه عبد العظيم الحسني في مدينة ري جنوب طهران، ودفن بجواره.

## مؤلفاته
صدرت له مؤلفات عديدة منها:
- تقارير دروس خارج الفقه لآيات العظام بروجردي والإمام الخميني
- نقاط الانطلاق في الأخلاق العملية
- مبادئ ومباني الاقتصاد الإسلامي في القرآن
- عشرين خطاباً
- شرح دعاء الافتتاح

كما صدرت مذكراته عن مركز توثيق الثورة الإسلامية.